# Elena Vanessa Martínez
Elena Vanessa Martínez Sánchez (Madrid, 1974) es una médica epidemióloga española, presidenta de la Sociedad Española de Epidemiología (SEE).

## Trayectoria
Martínez es licenciada en Medicina y Especialista en Medicina Preventiva, centrada en la Vigilancia Epidemiológica. Trabaja en la Dirección General de Salud Pública del Ministerio de Sanidad. Ha participado en varios proyectos de investigación y forma parte del grupo 32 de Vigilancia, control y prevención de enfermedades transmisibles del Consorcio de Investigación Biomédica en Red de Epidemiología y Salud Pública (CIBERESP) que lidera Amparo Larrauri en el Instituto de Salud Carlos III (ISCIII).
Además, ha trabajado en el Centro Nacional de Epidemiología en el Área de Análisis en Vigilancia Epidemiológica del Departamento de enfermedades trasmisibles, ha sido docente de la Universidad CEU San Pablo, la Universidad de Alcalá de Henares y la Escuela Nacional de Sanidad.
Martínez, como presidenta de la SEE, considera necesario reforzar el rastreo y la atención primaria, lamenta la falta de medidas para población vulnerable y advierte de las consecuencias que tiene la sobrecarga sanitaria para el resto de enfermedades.

## Publicaciones
- 2003 – Exposición laboral a mycobacterium bovis multirresistente en un hospital de Zaragoza. ISSN-e 1135-5727, Vol. 77, Nº 2
- 2004 – Exposición ocupacional a sangre y material biológico en personal sanitario. Proyecto EPINETAC 1996-2000. ISSN 0025-7753, Vol. 122, Nº 3
- 2010 – Vigilancia individualizada de los casos iniciales de infección por gripe pandémica (H1N1) 2009 en España, abril-junio 2009. ISSN-e 1135-5727, Vol. 84, Nº 5
- 2015 – Factores de riesgo asociados a los resultados potencialmente insatisfactorios y a la mortalidad durante el tratamiento antituberculoso en España. ISSN-e 1135-5727, Vol. 89, Nº 5
- 2019 – La enfermedad por virus Zika en España. Resultados de la vigilancia y epidemiología de los casos notificados en 2015-2017. ISSN 0025-7753, Vol. 153, Nº 1